# Lady Jane (film 2008)
Lady Jane è un film del 2008 diretto da Robert Guédiguian.

## Trama
È passato del tempo da quando il trio Muriel, Francois e René rubava cappotti di pelliccia in incursioni avventurose e li distribuiva agli abitanti di un quartiere operaio di Marsiglia, dove i tre sono cresciuti. Dopo avere smesso in seguito al tragico epilogo di una rapina, ognuno ha preso la propria strada e organizzato la propria piccola esistenza: Muriel è ora la proprietaria di una profumeria dal nome Lady Jane ad Aix-en-Provence, mentre Francois e René gestiscono il'uno una discoteca e l'altro un’officina. Quando il figlio di Muriel viene rapito inaspettatamente da persone sconosciute e chiedono un alto riscatto, la madre disperata si rivolge agli ex complici, che, dopo qualche esitazione, l'aiutano a procacciare i soldi. Il primo tentativo di riscatto fallisce, il secondo si conclude tragicamente perché il figlio di Muriel viene colpito a morte davanti agli occhi di sua madre. Uno shock per Muriel, soprattutto perché riceve ripetutamente messaggi dal suo cellulare dopo la morte di suo figlio; sembra quasi che qualcuno voglia torturarla. Insieme a Francois e René, si mette alla ricerca dell'autore, ma ci vuole molto tempo prima che comprenda che la causa dell'omicidio del figlio, si trova nel suo passato quando aveva giustiziato con freddezza un gioiellere inerme, al termine di una rapina, all'interno di un parcheggio.